# Świerzno (gmina)
Świerzno est une gmina rurale du powiat de Kamień, Poméranie-Occidentale, dans le nord-ouest de la Pologne. Son siège est le village de Świerzno, qui se situe environ 12 km à l'est de Kamień Pomorski et 66 km au nord-est de la capitale régionale Szczecin.
La gmina couvre une superficie de 140,2 km2 pour une population de 4 289 habitants en 2016.

## Géographie
La gmina inclut les villages de Będzieszewo, Chomino, Ciesław, Dąbrowa, Duniewo, Gostyń, Gostyniec, Grębice, Jatki, Kaleń, Kępica, Krzemykowo, Krzepocin, Margowo, Osiecze, Redliny, Rybice, Starza, Stuchowo, Sulikowo, Świerzno, Trzebieradz et Ugory.
La gmina borde les gminy de Dziwnów, Golczewo, Gryfice, Kamień Pomorski, Karnice et Rewal.